# Zhang (emperatriz)

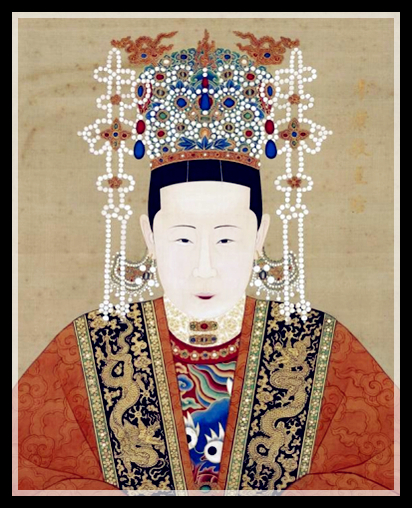
Retrato de la emperatriz Xiaokang de la dinastía Ming China.

Emperatriz Xiaochengjing (1471-1541), fue una emperatriz consorte de China, perteneciente a la dinastía Ming. Fue esposa del emperador Hongzhi
y madre del emperador Zhengde.

## Emperatriz
La emperatriz Xiaochengjing, fue hija de Zhang Luan. Nació en Xingji (actual Qinhuangdao, provincia de Hebei). En el año 1487 se casó con el entonces príncipe heredero Youcheng, recibiendo así el título de princesa heredera. Fue ascendida a emperatriz cuando su marido accedió al trono un año más tarde. Fue la única emperatriz consorte de la historia de China que no tuvo que compartir a su esposo con otras consortes o concubinas. El emperador no quiso a otras mujeres porque se dice que la amaba sinceramente.
Se la describe como una "mujer tonta y exigente, que tenía un deseo constante de coleccionar y obtener objetos caros, daba mucha credulidad a las enseñanzas más supersticiosas budistas y a los clérigos taoístas, ofrecía favores sin límites a su familia, especialmente a sus dos hermanos". Estos últimos, Zhang Heling y Zhang Yanling, con la ayuda de su hermana la emperatriz y de su madre, la señora Gin, obtuvieron altas posiciones en la corte.
En 1505, el emperador Hongzhi falleció y su hijo ascendió al trono como emperador Zhengde. Ella fue nombrada emperatriz viuda y en el año 1510 su hijo le otorgó el título de Cishou.

## 1521-1541
En el año 1521, muere el emperador Zhengde sin descendencia y lo sucede su primo, Zhu Houcong, ascendiendo al trono como emperador Jianjing. Se cree que continuaría la línea de sucesión en el función del hermano adoptivo más joven del difunto emperador y trataba a su tía, la emperatriz Zhang, y a su difunto tío como padre y madre. La crisis estalló cuando la madre de Jiajing, la señora Chiang, llegó a Tongzhou. Fue recibida con los honores de una princesa, en vez de una emperatriz, y oyó que su hijo fue presionado para referirse a ella como su tía. Ella intentó volver a Anlu con su hijo, ya que la Emperatriz Zhang le informó que él pretendía abdicar. Se emitió un edicto bajo el sello de la Emperatriz Zhang, ofreciéndole un título imperial.
Aun así, la emperatriz Zhang continuó considerando a la señora Chiang como una princesa sin importancia, recibiéndola con las cortesías propias de una princesa imperial. Su comportamiento enfureció al emperador y a su madre, y él usó todos los medios de los que dispuso para humillar e intimidar tanto a la emperatriz Zhang como a su familia.
En el año 1522, Jiajing se casó con la Señora Chen, la cual fue escogida por Zhang como emperatriz para su sobrino. A Jiajing no le cayó en gracia su nueva esposa y poco tuvo que hacer con ella. En la primavera del año 1524, Jiajing la rechazó en una audiencia formal con ocasión de su cumpleaños, mientras que varias semanas antes él mismo hizo todos los arreglos para celebrar el cumpleaños de su madre. Los oficiales que protestaron fueron arrestados, ya que el emperador no toleraba las críticas sobre su vida privada. Él claramente pretendía honrar a su madre a expensas de su tía en estas ceremonias de la corte.
Al año siguiente, el 15 de abril de 1525, el fuego destruyó el palacio de la emperatriz Zhang. Esta y su séquito tuvieron que trasladarse a un palacio más pequeño mientras el suyo era reconstruido. Al principio el emperador aprobó la reconstrucción del palacio en una escala más pequeña, ya que los materiales eran necesarios para el templo de sus padres, que entonces se encontraba en construcción. No obstante, a finales de agosto, el emperador ordenó paralizar las obras de su palacio. El ministro Fei Hung notó que la emperatriz estaba contrariada, pero el emperador no se inmutó. En octubre, cuando el ministro de Trabajo sugirió que los proyectos del palacio del emperador fueran paralizados, este aceptó con una condición: que las obras en el palacio de la emperatriz Zhang también fueran paralizadas.
La Emperatriz Zhang falleció en el año 1541 y fue sepultada, con la menor ceremonia posible, junto a su marido.

## Patronazgo de arte
El arte durante el reinado de la dinastía Ming, reflejó el poder adquirido por la emperatriz Zhang y otras mujeres nobles durante su reinado. La pieza más importante atribuida a Zhang es un rollo conocido como El rollo de la ordenación, en el cual describe su ordenación como sacerdotisa taoísta en el año 1493. El artista original es desconocido y la obra se encuentra en el Museo de Arte de San Diego. La exposición Taoísmo y las artes de China menciona que, además de la emperatriz, el rollo incluye un grupo de mujeres divinas llamadas "Señoras de Jade", así como al sacerdote taoísta que las ordenó y diversas deidades.
El rollo de ordenación no es la única obra de arte asociada a la emperatriz. Ella influyó en numerosas obras de arte elaboradas por Wu Wei y posiblemente por sus colegas y en las pinturas atribuidas a Zhang Lu. Otra obra conocida como Su Shi regresando a la corte, tradicionalmente atribuida a Zhang Lu, parece pertenecer también a la emperatriz Zhang. Según Jennifer Purtle, aunque esta pintura no describe a la emperatriz, esta empleó esta pintura para compararse con otras emperatrices históricas.
La Emperatriz Zhang entendió la influencia del arte y como este podía validar su propio poder. Purtle describe el poder de la emperatriz Zhang como "dominado", definiéndolo como un poder sutil e indirecto, el cual está reflejado en su patronazgo de las artes. Su influencia también aclaró el camino para que otras mujeres de la corte pudieran ganar poder durante la época de la dinastía Ming.

## Descendencia
1. Zhu Houzhao, Emperador Zhengde (1491 - 1521).
2. Zhu Houwei, Príncipe Dao de Wei (1495 - 1496).
3. Zhu Xiurong, Princesa Taikang (1497 - 1498).